# Anja Besand
Anja Besand (* 1971 in Grünstadt) ist eine deutsche Sozial- und Erziehungswissenschaftlerin mit dem Schwerpunkt Didaktik der Politischen Bildung an der Technischen Universität Dresden.

## Leben
Besand studierte zwischen 1991 und 1998 die Fächer Sozialkunde und Kunst für das Lehramt an Haupt- und Realschulen an der Justus-Liebig-Universität Gießen und legte 1999 in Kunstpädagogik, Politikwissenschaft und Didaktik der Gesellschaftswissenschaften die Magisterprüfung ab. Von 1998 bis 2004 arbeitete sie dort als wissenschaftliche Mitarbeiterin, bevor sie im Herbst 2004 als Juniorprofessorin an das Institut für Sozialwissenschaften der Pädagogischen Hochschule Ludwigsburg berufen wurde. Während des Wintersemesters 2008/09 übernahm Besand in Gießen die Vertretung des Lehrstuhls für Didaktik der Sozialwissenschaften. Im April 2009 folgte sie einem Ruf auf die Professur für Didaktik der politischen Bildung an der TU Dresden.

## Forschungstätigkeit
Ihre Arbeitsschwerpunkte liegen in den Bereichen der Politischen Bildung, der Politikvermittlung, der fachdidaktischen Lehr-/Lernforschung sowie auf der Bedeutung von Medien im Politikunterricht.
Besand ist Gründungsdirektorin der John-Dewey-Forschungsstelle für Didaktik der Demokratie (JoDDiD), die Anfang des Jahres 2021 ihre Arbeit an der TU Dresden aufnahm. Die JoDDiD versteht sich selbst als „Innovationszentrum im Feld politischer Bildung und hat die Aufgabe, neue Formate, Methoden und Vermittlungskonzepte zu erforschen, fortzuentwickeln und sichtbar zu machen. Sie unterstützt damit sächsische Akteur:innen der außerschulischen Bildung bei der didaktischen Vorbereitung, Neuentwicklung und reflexiven Bewertung von Angeboten zur politischen Bildung vor dem Hintergrund einer herausfordernden gesellschaftlichen Lage.“ Damit erweiterte Besand ihren Forschungs- und Arbeitsschwerpunkt um den Bereich der außerschulischen politischen Jugend- und Erwachsenenbildung. Selbsternanntes Ziel sei es, die „Lücke zwischen akademischer Infrastruktur und pädagogischer Bildungspraxis“ für den Bereich der non-formalen Bildung zu schließen.

## Werke
Monographien
- Angst vor der Oberfläche. Zum Verhältnis ästhetischen und politischen Lernens im Zeitalter Neuer Medien. Wochenschau, Schwalbach am Taunus 2004, ISBN 978-3-89974-081-3.
- mit Tilmann Grammes, Reinhold Hedtke, Dirk Lange, Andreas Petrik, Sibylle Reinhardt: Konzepte der politischen Bildung. Eine Streitschrift. Wochenschau, Schwalbach am Taunus 2011 ISBN 978-3-89974-722-5.
- mit Peter Birkenhauer, Peter Lange: Politische Bildung in digitalen Umgebungen. Eine Fallstudie zum Projekt „Du hast die Macht“. Technische Universität Dresden, Dresden 2013, ISBN 978-3-944331-38-6 (PDF; 8,8 MB).
- Monitor politische Bildung an beruflichen Schulen. Probleme und Perspektiven. Wochenschau, Schwalbach am Taunus 2014, ISBN 978-3-89974-962-5.
- mit Tilman Grammes, Reinhold Hedtke, Peter Henkenborg, Dirk Lange, Andreas Petrik, Sibylle Reinhardt, Wolfgang Sander: Was ist gute politische Bildung? Leitfaden für den sozialwissenschaftlichen Unterricht. 2. Auflage. Wochenschau, Schwalbach am Taunus 2017, ISBN 978-3-7344-0165-7.
- mit Tina Hölzel, David Jugel: Inklusives politisches Lernen im Stadion. Politische Bildung mit unbekannten Spieler*innen und offenem Spielverlauf. Abschlussbericht der wissenschaftlichen Begleitung des Projekts Lernort Stadion. Heinrich-Böll-Stiftung Sachsen, Dresden 2018, ISBN 978-3-946541-25-7 (PDF; 39,7 MB).

Herausgeberschaften
- Politische Bildung Reloaded. Perspektiven und Impulse für die Zukunft. Wochenschau, Schwalbach am Taunus 2006, ISBN 978-3-89974-258-9.
- mit Wolfgang Sander: Handbuch Medien in der politischen Bildung. Wochenschau, Schwalbach am Taunus 2010, ISBN 978-3-89974-611-2.
- mit Jang Jung Ae: Unity and Democracy. Civic Education in Preparation for Reunification. Seoul 2011, ISBN 978-89-88450-31-4.
- Politik trifft Kunst. Zum Verhältnis von politischen und kultureller Bildung. Bundeszentrale für politische Bildung, Bonn 2012, ISBN 978-3-8389-0242-5.
- Lehrer- und Schülerforschung in der politischen Bildung. Wochenschau, Schwalbach am Taunus 2013, ISBN 978-3-89974-904-5.
- mit Mark Arenhövel, Olaf Sanders: Ambivalenzwucherungen. Breaking Bad aus bildungs-, kultur- und sozialwissenschaftlichen Blickwinkeln. Halem, Halem 2016, ISBN 978-3-86962-183-8.
- mit Mark Arenhövel, Olaf Sanders: Wissenssümpfe. Die Fernsehserie True Detective aus sozial- und kulturwissenschaftlichen Blickwinkeln. Springer VS, Wiesbaden 2017, ISBN 978-3-658-13590-4.
- mit Mark Arenhövel, Olaf Sanders: Väter allerlei Geschlechts. Generationenverhältnisse und Autoritätsfiguren in Fernsehserien. Springer VS, Wiesbaden 2017, ISBN 978-3-658-16424-9.
- Von Game of Thrones bis House of Cards. Politische Perspektiven in Fernsehserien. Springer VS, Wiesbaden 2018, ISBN 978-3-658-19980-7.
- mit Susann Gessner: Politische Bildung mit klarem Blick. Festschrift für Wolfgang Sander. Wochenschau, Schwalbach am Taunus 2018, ISBN 978-3-7344-0638-6.
- mit Bernd Overwien, Peter Zorn: Politische Bildung mit Gefühl. Bundeszentrale für politische Bildung, Bonn 2019, ISBN 978-3-7425-0299-5.